# Premi Tony a la millor escenografia
Aquesta és una relació dels guanyadors i dels nominats al Premi Tony per la Millor Escenografia en una obra o en un musical. El premi es concedeix des de 1947. El 1960, 1961 i des del 2005, la categoria està dividida segons el gènere.

## Guanyadors i nominats

### 1940
| - 1947: David Ffolkes – Henry VIII - No hi va haver nominats - 1948: Horace Armistead – The Medium - No hi va haver nominats | - 1949: Jo Mielziner – Sleepy Hollow, Summer and Smoke, Anne of the Thousand Days, Death of a Salesman i South Pacific - No hi va haver nominats |

### 1950
| - 1950: Jo Mielziner – The Innocents - No hi va haver nominats - 1951: Boris Aronson – The Rose Tattoo, The Country Girl and Season in the Sun - No hi va haver nominats - 1952: Jo Mielziner – The King and I - No hi va haver nominats - 1953: Raoul Penè Du Bois – Wonderful Town - No hi va haver nominats - 1954: Peter Larkin – Ondine and The Teahouse of the August Moon - No hi va haver nominats - 1955: Oliver Messel – House of Flowers - No hi va haver nominats - 1956: Peter Larkin – Inherit the Wind i No Time for Sergeants - Boris Aronson – The Diary of Anne Frank, Bus Stop, Once Upon a Tailor i A View from the Bridge - Ben Edwards – The Ponder Heart, Someone Waiting i The Honeys - Jo Mielziner – La gata sobre la teulada de zinc calenta, The Lark, Middle of the Night and Pipe Dream - Raymond Sovey – The Great Sebastians | - 1957: Oliver Smith – My Fair Lady - Boris Aronson – A Hole in the Head and Small War on Murray Hill - Ben Edwards – The Waltz of the Toreadors - George Jenkins – The Happiest Millionaire i Too Late the Phalarope - Donald Oenslager – Major Barbara - Oliver Smith – A Clearing in the Woods, Candide, Auntie Mame, Eugenia i Visit to a Small Planet - 1958: Oliver Smith – West Side Story - Boris Aronson – Orpheus Descending, A Hole in the Head i The Rope Dancers - Ben Edwards – The Dark at the Top of the Stairs - Jo Mielziner – Look Homeward, Angel, Miss Lonelyhearts, The Square Root of Wonderful, Oh, Captain! i The Day the Money Stopped - Oliver Smith – Brigadoon, Carousel, Jamaica, Nude with Violin i Time Remembered - Peter Larkin – Blue Denim, Compulsion, Good as Gold i Miss Isobel - 1959: Donald Oenslager – A Majority of One - Boris Aronson – J.B. - David R. Ballou – The Legend of Lizzie - Ben Edwards – Jane Eyre - Oliver Messel – Rashomon - Teo Otto – The Visit |

### 1960
| - 1960: es diferencià entre teatre de text i teatre musical - 1961: es diferencià entre teatre de text i teatre musical - 1962: Will Steven Armstrong – Carnival! - Rouben Ter-Arutunian – A Passage to India - David Hays – No Strings - Oliver Smith – The Gay Life - 1963: Sean Kenny – Oliver! - Will Steven Armstrong – Tchin-Tchin - Anthony Powell – The School for Scandal - Franco Zeffirelli – The Lady of Carnelias - 1964: Oliver Smith – Hello, Dolly! - Raoul Penè Du Bois – The Student i Gypsy - Ben Edwards – The Ballad of the Sad Cafe - David Hays – Marco Millions - 1965: Oliver Smith – Baker Street, Luv i The Odd Couple - Boris Aronson – Fiddler on the Roof i Incident at Vichy - Sean Kenny – The Roar of the Greasepaint – The Smell of the Crowd - Beni Montresor – Do I Hear a Waltz? | - 1966: Howard Bay – Man of La Mancha - William Eckart and Jean Eckart – Mame - David Hays – Drat! The Cat! - Robert Randolph – Anya, Skyscraper i Sweet Charity - 1967: Boris Aronson – Cabaret - John Bury – The Homecoming - Oliver Smith – I Do! I Do! - Alan Tagg – Black Comedy - 1968: Desmond Heeley – Rosencrantz and Guildenstern Are Dead - Boris Aronson – The Price - Robert Randolph – Golden Rainbow - Peter Wexler – The Happy Time - 1969: Boris Aronson – Zorba - Derek Cousins – Canterbury Tales - Jo Mielziner – 1776 - Oliver Smith – Dear World |

### 1970
| - 1970: Jo Mielziner – Child's Play - Howard Bay – Cry for Us All - Ming Cho Lee – Billy - Robert Randolph – Applause - 1971: Boris Aronson – Company - John Bury – The Rothschilds - Sally Jacobs – A Midsummer Night's Dream - Jo Mielziner – Father's Day - 1972: Boris Aronson – Follies - John Bury – Old Times - Kert Lundell – Ain't Supposed to Die a Natural Death - Robin Wagner – Jesus Christ Superstar - 1973: Tony Walton – Pippin - Boris Aronson – A Little Night Music - David Jenkins – The Changing Room - Santo Loquasto – That Championship Season - 1974: Franne Lee i Eugene Lee – Candide - John Conklin – The Au Pair Man - Santo Loquasto – What the Wine-Sellers Buy - Oliver Smith– Gigi - Ed Wittstein – Ulysses in Nighttown | - 1975: Carl Toms – Sherlock Holmes - Scott Johnson – Dance With Me - Tanya Moiseiwitsch – The Misanthrope - William Ritman – God's Favorite - Rouben Ter-Arutunian – Goodtime Charley - Robin Wagner – Mack & Mabel - 1976: Boris Aronson – Pacific Overtures - Ben Edwards – A Matter of Gravity - David Mitchell – Trelawny of the 'Wells' - Tony Walton – Chicago - 1977: David Mitchell – Annie - Santo Loquasto – American Buffalo i The Cherry Orchard - Robert Randolph – Porgy and Bess - 1978: Robin Wagner – On the Twentieth Century - Zack Brown – The Importance of Being Earnest - Edward Gorey – Dracula - David Mitchell – Working - 1979: Eugene Lee – Sweeney Todd: The Demon Barber of Fleet Street - Karl Eigsti – Knockout - David Jenkins – The Elephant Man - John Wulp – The Crucifer of Blood |

### 1980
| - 1980: John Lee Beatty – Talley's Folley i David Mitchell – Barnum - Timothy O'Brien i Tazeena Firth – Evita - Tony Walton – A Day in Hollywood / A Night in the Ukraine - 1981: John Bury – Amadeus - John Lee Beatty – Fifth of July - Santo Loquasto – The Suicide - David Mitchell – Can-Can - 1982: John Napier i Dermot Hayes – The Life and Adventures of Nicholas Nickleby - Ben Edwards – Medea - Lawrence Miller – Nine - Robin Wagner – Dreamgirls - 1983: Ming Cho Lee – K2 - John Gunter – All's Well That Ends Well - David Mitchell – Foxfire - John Napier – Cats - 1984: Tony Straiges – Sunday in the Park with George - Clarke Dunham – End of the World - Peter Larkin – The Rink - Tony Walton – The Real Thing | - 1985: Heidi Landesman – Big River - Clarke Dunham – Grind - Ralph Koltai – Much Ado About Nothing - Voytek Levine and Michael Levine – Strange Interlude - 1986: Tony Walton – The House of Blue Leaves - Ben Edwards – The Iceman Cometh - David Mitchell – The Boys in Winter - Beni Montresor – The Marriage of Figaro - 1987: John Napier – Les Misérables - Bob Crowley – Les Liaisons Dangereuses - Martin Johns – Me and My Girl - Tony Walton – The Front Page - 1988: Maria Björnson – The Phantom of the Opera - Eiko Ishioka – M. Butterfly - Tony Straiges – Into the Woods - Tony Walton – Anything Goes - 1989: Santo Loquasto – Cafe Crown - Thomas Lynch – The Heidi Chronicles - Claudio Segovio i Hector Orezzoli – Black and Blue - Tony Walton – Lend Me a Tenor |

### 1990
| - 1990: Robin Wagner – City of Angels - Alexandra Byrne – Some Americans Abroad - Kevin Rigdon – The Grapes of Wrath - Tony Walton – Grand Hotel - 1991: Heidi Landesman – The Secret Garden - Richard Hudson – La Bête - John Napier – Miss Saigon - Tony Walton – The Will Rogers Follies - 1992: Tony Walton – Guys and Dolls - John Lee Beatty – A Small Family Business - Joe Vanek – Dancing at Lughnasa - Robert Wagner – Jelly's Last Jam - 1993: John Arnone – The Who's Tommy - John Lee Beatty – Redwood Curtain - Jerome Sirlin – Kiss of the Spiderwoman - Robin Wagner – Angels in America: Millennium Approaches - 1994: Bob Crowley – Carousel - Peter J. Davidson – Medea - Ian MacNeil – An Inspector Calls - Tony Walton – She Loves Me | - 1995: John Napier – Sunset Boulevard - John Lee Beatty – The Heiress - Stephen Brimson Lewis – Indiscretions - Mark Thompson – Arcadia - 1996: Brian Thomson – The King and I - John Lee Beatty – A Delicate Balance - Scott Bradley – Seven Guitars - Anthony Ward – A Midsummer Night's Dream - 1997: Stewart Laing – Titanic - John Lee Beatty – The Little Foxes - G.W. Mercer and Julie Taymor – Juan Darien - Tony Walton – Steel Pier - 1998: Richard Hudson – The Lion King - Bob Crowley – The Capeman - Eugene Lee – Ragtime - Quay Brothers – The Chairs - 1999: Richard Hoover – Not About Nightingales - Bob Crowley – The Iceman Cometh - Bob Crowley – Twelfth Night - Ricardo Hernandez – Parade |

### 2000
| - 2000: Bob Crowley – Aida - Thomas Lynch – The Music Man - Robin Wagner – Kiss Me, Kate - Tony Walton – Uncle Vanya - 2001: Robin Wagner – The Producers - Bob Crowley – The Invention of Love - Heidi Ettinger – The Adventures of Tom Sawyer - Douglas W. Schmidt – 42nd Street - 2002: Tim Hatley – Private Lives - Daniel Ostling – Metamorphoses - Douglas W. Schmidt – Into the Woods - John Lee Beatty – Morning's at Seven | - 2003: Catherine Martin – La bohème - John Lee Beatty – Dinner at Eight - Santo Loquasto – Long Day's Journey into Night - David Rockwell – Hairspray - 2004: Eugene Lee – Wicked - Robert Brill – Assassins - Ralph Funicello – Enric IV, part 1, i Enric IV, part 2 - Tom Pye – Fiddler on the Roof |

## Escenografia en una Obra

### 1960
| - 1960: Howard Bay – Toys in the Attic - Will Steven Armstrong – Caligula - David Hays – The Tenth Man - George C. Jenkins – The Miracle Worker - Jo Mielziner – The Best Man | - 1961: Oliver Smith – Becket - Roger Furse – Duel of Angels - David Hays – All the Way Home - Jo Mielziner – The Devil's Advocate - Rouben Ter-Arutunian – Advise and Consent |

### 2000
| - 2005: Scott Pask – The Pillowman - John Lee Beatty – Doubt - David Gallo – Gem of the Ocean - Santo Loquasto – Glengarry Glen Ross - 2006: Bob Crowley – The History Boys - John Lee Beatty – Rabbit Hole - Santo Loquasto – Three Days of Rain - Michael Yeargan – Awake and Sing! - 2007: Bob Crowley i Scott Pask – The Coast of Utopia - Jonathan Fensom – Journey's End - David Gallo – Radio Golf - Ti Green i Melly Still – Coram Boy | - 2008: Todd Rosenthal – August: Osage County - Peter McKintosh – The 39 Steps - Scott Pask – Les Liaisons Dangereuses - Anthony Ward – Macbeth - 2009: Derek McLane – 33 Variations - Dale Ferguson – Exit the King - Rob Howell – The Norman Conquests - Michael Yeargan – Joe Turner's Come and Gone |

### 2010
| - 2010: Christopher Oram – Red - John Lee Beatty – The Royal Family - Alexander Dodge – Present Laughter - Santo Loquasto – Fences - 2011: Rae Smith – War Horse - Todd Rosenthal – The Motherfucker With the Hat - Ultz – Jerusalem - Mark Wendland – The Merchant of Venice | - 2012: Donyale Werle – Peter and the Starcatcher - John Lee Beatty – Other Desert Cities - Daniel Ostling – Clybourne Park - Mark Thompson – One Man, Two Guvnors - 2013: John Lee Beatty – The Nance - Santo Loquasto – The Assembled Parties - David Rockwell – Lucky Guy - Michael Yeargan – Golden Boy |

## Escenografia en un Musical

### 1960
| - 1960: Oliver Smith – The Sound of Music - Cecil Beaton – Saratoga - William Eckart and Jean Eckart – Fiorello! - Peter Larkin – Greenwillow - Jo Mielziner – Gypsy | - 1961: Oliver Smith – Camelot - George Jenkins – 13 Daughters - Robert Randolph – Bye Bye Birdie |

### 2000
| - 2005: Michael Yeargan – The Light in the Piazza - Tim Hatley – Monty Python's Spamalot - Rumi Matsui – Pacific Overtures - Anthony Ward – Chitty Chitty Bang Bang - 2006: David Gallo – The Drowsy Chaperone - John Lee Beatty – The Color Purple - Derek McLane – The Pajama Game - Klara Zieglerova – Jersey Boys - 2007: Bob Crowley – Mary Poppins - Christine Jones – Spring Awakening - Anna Louizos – High Fidelity - Allen Moyer – Grey Gardens | - 2008: Michael Yeargan – South Pacific - David Farley, Timothy Bird i The Knifedge Creative Network – Sunday in the Park with George - Anna Louizos – In the Heights - Robin Wagner – Young Frankenstein - 2009: Ian MacNeil – Billy Elliot the Musical - Robert Brill – Guys and Dolls - Scott Pask – Pal Joey - Mark Wendland – Next to Normal |

### 2010
| - 2010: Christine Jones – American Idiot - Marina Draghici – Fela! - Derek McLane – Ragtime - Tim Shortall – La Cage aux Folles - 2011: Scott Pask – The Book of Mormon - Beowulf Boritt – The Scottsboro Boys - Derek McLane – Anything Goes - Donyale Werle – Bloody Bloody Andrew Jackson | - 2012: Bob Crowley – Once - Rob Howell and Jon Driscoll – Ghost the Musical - Tobin Ost and Sven Ortel – Newsies - George Tsypin – Spider-Man: Turn Off the Dark - 2013: Rob Howell – Matilda the Musical - Anna Louizos – The Mystery of Edwin Drood - Scott Pask – Pippin - David Rockwell – Kinky Boots |